# Sciadonus alphacrucis
Sciadonus alphacrucis — вид ошибнеподібних риб родини Bythitidae. Описаний у 2022 році.

## Назва
Вид alphacrucis названо на честь дослідницького судна «Alpha Crucis», на якому виловили типовий зразок. Корабель в свою чергу названий на честь зорі Акрукс (α Crucis).

## Поширення
Глибоководний вид, що спійманий на континентальному схилі на глибині 794 м біля штату Сан-Паулу, південно-східна частина Бразилії, західна південна Атлантика.

## Опис
Дрібна риба, завдовжки 60—83 мм. Тіло бліде без темної пігментації, за винятком жіночих статевих органів.